# 1000-km-Rennen von Mosport 1985

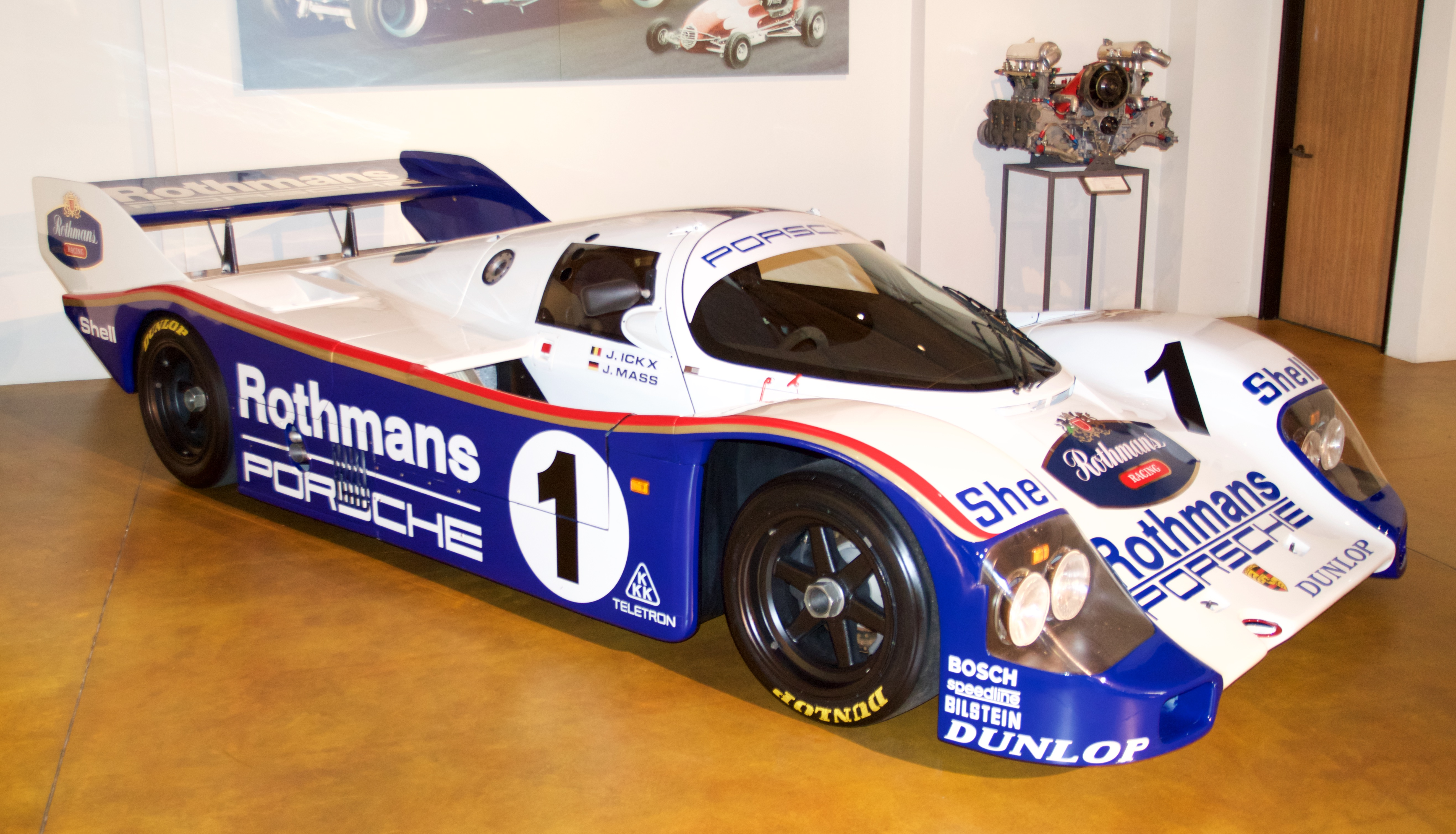
Der zweitplatzierte Porsche 962C von Jacky Ickx und Jochen Mass

Das 1000-km-Rennen von Mosport 1985, auch Budweiser GT, Mosport Park, fand am 11. August auf dem Canadian Tire Motorsport Park statt und war der sechste Wertungslauf der Sportwagen-Weltmeisterschaft dieses Jahres.

## Das Rennen
1985 verunglückten innerhalb von drei Wochen die beiden deutschen Formel-1-Fahrer Manfred Winkelhock und Stefan Bellof tödlich. Winkelhock fuhr 1985 neben seinen Formel-1-Einsätzen für RAM Racing, Sportwagenrennen für Porsche Kremer Racing. In Mosport war der Schweizer Marc Surer Teamkollege im Porsche 962C. Surer bestritt den ersten Stint (Rennabschnitt zwischen zwei Boxenstopps) und kollidierte in der zweiten Runde mit dem Chevrolet Camaro von Jerry Thompson. Die Kollision beschädigte die linke hintere Radaufhängung, die bei einem unplanmäßigen Stopp repariert wurde. Dabei verlor das Team einige Runden. Nach zwei Rennstunden übernahm Winkelhock das Steuer des Porsche von Surer. Bei der Anfahrt zum Clayton Corner, einer langgezogenen Linkskurve in einer Senke, fuhr der Wagen nicht nach links, sondern mit ca. 230 km/h geradeaus und prallte ungebremst in eine Sicherheitsbarriere. Der heftige Einschlag zerstörte die gesamte rechte Fahrzeugseite. Die Rettungsmannschaften fanden Winkelhock bewusstlos eingeklemmt unter der Lenksäule und benötigten 40 Minuten, um ihn aus dem Wrack zu befreien. Ein Hubschrauber brachte den Schwerverletzten (mehrere Beinbrüche und schweren Kopfverletzungen) in das Sonnybrook Hospital nach Toronto, wo er notoperiert wurde. Er starb in der folgenden Nacht, noch bevor seine von Marc Surer informierte Ehefrau und seine Eltern in Toronto eintrafen. Die genaue Unfallursache konnte nie geklärt werden.
Der weitere Rennverlauf geriet durch den fatalen Unfall in den Hintergrund. Das Rennen endete mit einem Doppelsieg der Werks-Porsche 962. Hans-Joachim Stuck und Derek Bell gewannen vor ihren Teamkollegen Jacky Ickx und Jochen Mass.

## Ergebnisse

### Schlussklassement
| 1               | C1  | 2   | Rothmans Porsche      | Hans-Joachim Stuck Derek Bell                                   | Porsche 962C        | 253 |
| 2               | C1  | 1   | Rothmans Porsche      | Jacky Ickx Jochen Mass                                          | Porsche 962C        | 253 |
| 3               | C1  | 52  | TWR Jaguar            | Jean-Louis Schlesser Martin Brundle Mike Thackwell              | Jaguar XJR-6        | 234 |
| 4               | C1  | 11  | Porsche Kremer Racing | Ludwig Heimrath junior Ludwig Heimrath senior Kees Kroesemeijer | Porsche 956         | 234 |
| 5               | C2  | 70  | Spice Engineering     | Gordon Spice Ray Bellm                                          | Spice-Tiga GC85     | 231 |
| 6               | C2  | 74  | Gebhardt Motorsport   | John Graham Frank Jelinski                                      | Gebhardt JC853      | 225 |
| 7               | GTP | 18  | Bieri Racing          | Francisco Miguel Uli Bieri Matt Gysler                          | Sauber C7           | 211 |
| 8               | C2  | 88  | Art Racing            | David Andrews Max Payne                                         | Ceekar 83J-1        | 203 |
| 9               | GTO | 165 | Gary English          | Jerry Thompson Gary English                                     | Chevrolet Camaro    | 199 |
| 10              | GTU | 154 | Zwiren Racing         | Steve Zwiren Robert Peters Peter Dawe                           | Mazda RX-7          | 184 |
| Nicht klassiert |     |     |                       |                                                                 |                     |     |
| 11              | C2  | 80  | Carma FF              | Carlo Facetti Martino Finotto Jean-Pierre Frey                  | Alba AR6            | 218 |
| 12              | C2  | 82  | Grifo Autoracing      | Maurizio Gellini Pasquale Barberio                              | Alba AR3            | 157 |
| 13              | C1  | 34  | Cosmik Racing         | Christian Danner Costas Los Mikael Nabrink                      | March 84G           | 148 |
| 14              | C2  | 98  | Roy Baker Promotions  | Joe DeMarco Chuck Grantham                                      | Tiga GC285          | 146 |
| Ausfall         |     |     |                       |                                                                 |                     |     |
| 15              | GTO | 153 | Rudy Bartling         | Rudy Bartling Fritz Hochreuter                                  | Porsche Carrera RSR | 125 |
| 16              | GTO | 139 | R & H Racing          | Rainer Brezinka Jack Burnett John Centano                       | Porsche Carrera RSR | 103 |
| 17              | C1  | 10  | Porsche Kremer Racing | Marc Surer Manfred Winkelhock                                   | Porsche 962C        | 69  |
| 18              | C2  | 100 | John Bartlett Racing  | Robin Smith Stanley Dickens Max Cohen-Olivar                    | Chevron B62         | 27  |
| 19              | C1  | 51  | TWR Jaguar            | Martin Brundle Mike Thackwell                                   | Jaguar XJR-6        | 12  |
| Nicht gestartet |     |     |                       |                                                                 |                     |     |
| 20              | C1  | 1T  | Rothmans Porsche      | Hans-Joachim Stuck                                              | Porsche 962C        | 1   |

1 Trainingswagen

### Nur in der Meldeliste
Hier finden sich Teams, Fahrer und Fahrzeuge, die ursprünglich für das Rennen gemeldet waren, aber aus den unterschiedlichsten Gründen daran nicht teilnahmen.
| Pos. | Klasse | Nr. | Team                 | Fahrer                      | Chassis       |
| ---- | ------ | --- | -------------------- | --------------------------- | ------------- |
| 21   | C1     | 19  | Performance Motorcar | Jack Miller                 | Nimrod NRA/C2 |
| 22   | C2     | 96  | Thomas Hessert       | Steve Durst Thomas Hessert  | Harrier RX83C |
| 23   | B      | 151 | Helmut Gall          | Helmut Gall Edgar Dören     | BMW M1        |
| 24   | GTO    | 165 | Jack Roush           | John Jones Wally Dallenbach | Ford Mustang  |

### Klassensieger
| Klasse | Fahrer             | Fahrer        | Fahrer      | Fahrzeug         | Platzierung im Gesamtklassement |
| ------ | ------------------ | ------------- | ----------- | ---------------- | ------------------------------- |
| C1     | Hans-Joachim Stuck | Derek Bell    |             | Porsche 962C     | Gesamtsieg                      |
| C2     | Gordon Spice       | Ray Bellm     |             | Spice-Tiga GC85  | Rang 5                          |
| GTP    | Francisco Miguel   | Uli Bieri     | Matt Gysler | Sauber C7        | Rang 7                          |
| GTO    | Jerry Thompson     | Gary English  |             | Chevrolet Camaro | Rang 9                          |
| GTU    | Steve Zwiren       | Robert Peters | Peter Dawe  | Mazda RX-7       | Rang 10                         |

### Renndaten
- Gemeldet: 24
- Gestartet: 19
- Gewertet: 10
- Rennklassen: 5
- Zuschauer: 12.000
- Wetter am Renntag: warm und trocken
- Streckenlänge: 3,957 km
- Fahrzeit des Siegerteams: 5:55:41,988 Stunden
- Gesamtrunden des Siegerteams: 253
- Gesamtdistanz des Siegerteams: 1001,216 km
- Siegerschnitt: 168,886 km/h
- Pole Position: Hans-Joachim Stuck – Porsche 962C (#2) – 1:09,775 = 204,179 km/h
- Schnellste Rennrunde: Hans-Joachim Stuck – Porsche 962C (#2) – 1:12,915 = 195,386 km/h
- Rennserie: 6. Lauf zur Sportwagen-Weltmeisterschaft 1985